# Atentados de Alicante y Benidorm de 2003
Los atentados de Alicante y Benidorm fueron dos acciones terroristas simultáneas perpetradas por el grupo armado ETA el 22 de julio de 2003, en las que se detonaron dos bombas en dos hoteles de las ciudades de Alicante y Benidorm (España). Las explosiones hirieron a catorce personas, dos de ellas de gravedad.

## Explosiones
A las once de la mañana se recibió una llamada en el diario Gara en el que se advertía de la colocación de dos artefactos explosivos en los hoteles Residencia Bahía de Alicante (en la avenida Juan Bautista Lafora, frente a la playa del Postiguet y junto a la sede del Partido Popular del municipio) y Nadal de Benidorm. Las explosiones ocurrieron tras el desalojo de los hoteles, aunque antes de lo indicado: a las 12:05 en el de Alicante, y a las 12:10 en el de Benidorm. La policía calculó que cada bomba contenía más de diez kilos de explosivos.
En la explosión de Alicante, la onda expansiva afectó especialmente a un edificio cercano, en el que la rotura de cristales produjo heridas a ocho personas, profesores y alumnos de una academia de idiomas para extranjeros. El herido más grave fue un hombre de 32 años, de nacionalidad neerlandesa, que ingresó en la UCI por sufrir un traumatismo craneoencefálico. El otro herido grave fue un joven de 24 años, de nacionalidad alemana, que sufrió heridas profundas en la cabeza y el cuello. En la explosión de Benidorm, resultaron heridas seis personas, cinco de ellas policías.
Dos Semanas antes, en un hotel del municipio de Pamplona, se instaló un artefacto explosivo durante los Sanfermines. Tanto el hotel como los edificios de alrededor fueron desalojados, pero finalmente el explosivo no estalló.[cita requerida]

## Autoría
El autor del atentado fue Jon Joseba Troitiño, de 23 años, hijo del terrorista Domingo Troitiño y sobrino del también terrorista Antonio Troitiño, quien reservó habitaciones en los dos hoteles y dejó colocadas las bombas. En el juicio, celebrado en junio de 2011, fue condenado a 268 años de prisión por dos delitos de estragos terroristas y catorce de asesinato terrorista en grado de frustración.